# George Senesky
George Lawrence Senesky (ur. 4 kwietnia 1922 w Mahanoy City, zm. 26 czerwca 2001 w Cape May Court House) – amerykański koszykarz występujący na pozycji obrońcy, po zakończeniu kariery zawodniczej trener koszykarski, mistrz NBA (BAA) jako zawodnik (1947) oraz trener (1956).
Podczas II wojny światowej służył w Siłach Powietrznych Armii Stanów Zjednoczonych.

## Osiągnięcia
Na podstawie, o ile nie zaznaczono inaczej.
NCAA
- Zawodnik Roku NCAA według Helms Foundation (1943)
- Zaliczony do I składu All-American (1943)
- Lider strzelców NCAA (1943)

BAA/NBA
- Mistrz BAA (1947)
- Uczestnik meczu gwiazd Legend NBA (1957)[5]

Trenerskie
- Mistrz NBA (1956)
- Trener jednej z drużyn podczas meczu gwiazd NBA (1956)

Inne
- Zaliczony do Galerii Sław Sportu:
  - Big 5 (2000)
  - St. Josephs Athletics Hall of Fame (1999)